# Adaptív szoftverfejlesztés
Az adaptív szoftverfejlesztés (Adaptive Software Development, ASD) olyan szoftverfejlesztési folyamat, amelynek alapja Jim Highsmith és Sam Bayer gyors alkalmazásfejlesztéssel (Rapid Application Development, RAD) kapcsolatos munkája volt. Elve, hogy a folyamatnak az adott munkához való folyamatos hozzáigazítása a dolgok normális állapota.
Az adaptív szoftverfejlesztés felváltja a hagyományos vízesésmodellt ismétlődő spekuláció, együttműködés, tanulás ciklusokkal. Ez a megközelítés lehetővé teszi a folyamatos alkalmazkodást a projekt változó állapotához, biztosítva a folyamatos tanulást. Az ASD életciklusának jellemzői, hogy küldetésközpontú, funkció alapú, iteratív, időkeretes, kockázatvezérelt és változástűrő. A RAD-hoz hasonlóan az ASD is az agilis szoftverfejlesztés előzménye.
A spekuláció a tervezés paradoxonára utal – valószínűbb azt feltételezni, hogy minden érdekelt fél egyaránt téved a projekt küldetésének bizonyos aspektusaiban, miközben megpróbálja meghatározni azt. A spekuláció során elindítják a projektet, és adaptív ciklustervezést hajtanak végre. Az adaptív ciklustervezés a projektindítási információkat – az ügyfél küldetésnyilatkozatát, a projekt korlátait (pl. szállítási dátumok vagy felhasználói leírások) és az alapvető követelményeket – használja a projekthez szükséges kiadási ciklusok (inkrementációk) készletének meghatározásához.
Az együttműködés a környezet kiszámítható részein alapuló munka kiegyensúlyozására (tervezés és irányítás), és a különböző tényezők - például a technológia, a követelmények, az érdekelt felek, a szoftvergyártók - által okozott változások bizonytalan környezetéhez való alkalmazkodásra irányuló erőfeszítésekre utal. Az összes érdekelt fél számára kihívást jelentő tanulási ciklusok a tervezés, építés és tesztelés rövid iterációin alapulnak. Ezen iterációk során a tudás összegyűjtése téves feltételezéseken alapuló apró hibák elkövetésével és ezek kijavításával történik, ami nagyobb tapasztalathoz és végül a problématerület elsajátításához vezet.

## Fordítás
Ez a szócikk részben vagy egészben  az   Adaptive software development című angol Wikipédia-szócikk ezen változatának fordításán alapul.  Az eredeti cikk szerkesztőit annak laptörténete sorolja fel. Ez a jelzés csupán a megfogalmazás eredetét és a szerzői jogokat jelzi, nem szolgál a cikkben szereplő információk forrásmegjelöléseként.